# 迪略
迪略是挪威特罗姆斯郡的市镇，行政中心为貝勒斯塔博滕村。市镇面积为288.64平方公里，2023年人口数量為1,056人，人口密度為3.8人/平方公里。